# Chapmanova náprava

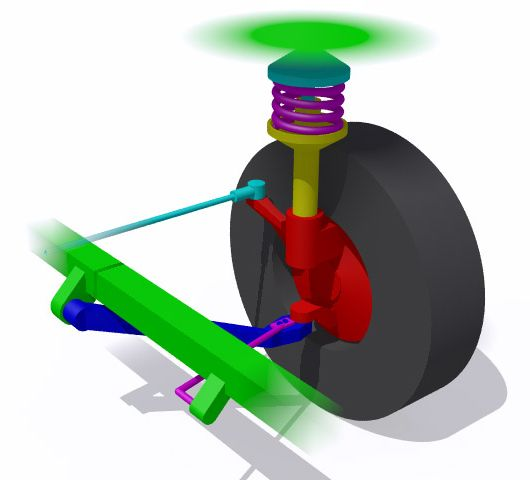
Levá přední polonáprava MacPherson, podobná Chapmanově zadní nápravě (v ilustraci není hnací hřídel). Zatímco světle modře označená příčná tyč na nápravě MacPherson slouží k řízení, u Chapmanovy nápravy ji lze využít pouze k nastavení sbíhavosti.

Chapmanova náprava (též Chapmanova vzpěra) je druh nápravy automobilu. Vzhledem k tomu, že konstrukčně jde o vzpěru, slouží současně jako tlumič pérování (s integrovanou vinutou pružinou) i jako zařízení k vymezení polohy kola - tedy že je navržena pro odolnost vůči příčným silám.
Chapmanova náprava je termín pro toto zařízení, pokud se používá na zadní nápravě; velmi podobná náprava MacPherson se používá jako přední náprava. Výjimku tvoří vozy Lotus, které mají Chapmanovu nápravu vpředu. Rozdíl mezi Chapmanovou nápravou a nápravou MacPherson je v tom, že MacPherson má otočnou vzpěru (otáčí se s kolem), kdežto Chapmanova náprava nikoliv.
Champanova náprava je nazvána podle Colina Chapmana, slavného zakladatele a konstruktéra automobilky Lotus. Poprvé byla použita na voze Lotus 12.